# Такаги, Такуя
Такуя Такаги (яп. 高木 琢也 Такаги Такуя, род. 12 ноября 1967, Минамисимабара, Нагасаки) — японский футболист, тренер. Выступал за национальную сборную Японии, в составе которой стал обладателем Кубка Азии 1992 года. Его сын Тосия также играет в футбол.

## Клубная карьера
На протяжении своей футбольной карьеры выступал за клубы «Фудзита», «Санфречче Хиросима», «Верди Кавасаки», «Консадоле Саппоро». Такаги начал играть в футбол за среднюю школу Kunimi и Осакский университет коммерции. После окончания университета в 1990 году он присоединился к «Фудзите» (сейчас — «Сёнан Бельмаре»), выступавшей в Японской соккер-лиге. В следующем году Такаги перешел в «Мазда» (сейчас — «Санфречче Хиросима»), а в 1992 году получил награду как лучший молодой игрок года JSL. Успешный дуэт с чешским футболистом Иваном Гашеком позволил клубу выиграть первую половину чемпионата лиги J1 в 1994 году. В конце сезона «Санфречче Хиросима» занял второе место. Однако в том же году в матче 2-го тура чемпионата J1 он получил разрыв ахиллова сухожилия. С тех пор его периодически беспокоят последствия этой травмы, но он продолжает играть активную роль в команде.
Из-за финансовых трудностей «Хиросима» была вынуждена продать своих ключевых игроков, включая Такаги в 1998 году. Он перешёл в «Верди Кавасаки», где отыграл два сезона несмотря на беспокоившие его травмы. Затем он получил предложение «Консадоле Саппоро» из J2, который тренировал Такэси Окада, в 1999 году. И следующий год команда выиграла чемпионат J2, но Такаги не смог забить ни одного гола, и к тому же получил травму колена, и решил завершить карьеру игрока.

## Карьера в сборной
С 1992 по 1997 год сыграл за национальную сборную Японии 44 матча, в которых забил 27 голов. Его дебют состоялся в товарищеском матче против Аргентины 31 мая 1992 года. Он прошёл на Токийском национальном стадионе и был первым матчем сборной под руководством Ханса Офта. Такаги забил свой первый гол за сборную в матче Кубка династии против Китая 24 августа 1992 года в Пекине. При Офте Такаги стал лучшим нападающим сборной Японии.
В 1992 году он стал членом сборной Японии, которая выиграла Кубок Азии 1992 года. Он забил единственный гол в финале против Саудовской Аравии. И хотя часто упоминают, что он получил приз как самый ценный игрок чемпионата, это не так. Этой награды был удостоен его товарищ Кадзуёси Миура, Такаги даже не попал в символическую сборную турнира.
Он также участвовал в отборочных матчах к чемпионату мира 1994 года. Он был отстранен от участия в решающем матче, который японские болельщики теперь называют агонией в Дохе, но наблюдал со скамейки запасных, как иракский футболист сравняв счет, лишил Японию надежды на выход в финальный турнир в США.
Он также принял участие в Кубке Азии 1996 года, проходившем в ОАЭ. В составе сборной он провел 3 матча и забил 1 гол в ворота Сирии. В 1997 году он был вызван на отборочный матч к чемпионату мира по футболу 1998 года против Казахстана. Эту встречу Япония выиграла со счётом 5-1, а Такаги забил гол, но в следующем матче против Ирана он не сыграл, и не был вызван на чемпионат мира во Франции. Таким образом матч против Казахстана стал для Такаги последним в составе сборной Японии.

## Тренерская карьера

### До 2006 года
После окончания игровой карьеры работал футбольным комментатором на телевидении. В 2005 году получил предложение от В-Варен Нагасаки, образованном в родном городе Такаги, возглавить команду, когда клуб станет членом Джей-лиги. Однако тогда Такаги только готовился получить лицензию S-класса, и не мог тренировать, но помогал команде в качестве технического советника.

### Иокогама
В 2006 году Такаги получил тренерскую лицензию и стал работать помощником тренера «Иокогамы», выступавшей в J2. Но вскоре после матча с «Эхимэ», Yusuke Adachi был уволен, и Такаги возглавил команду. Ему не хватало тренерского опыта, у него не было времени для полноценной подготовки команды и его положение было весьма затруднительным. Решение администрации клуба по назначению Такаги вызвало критику болельщиков, которые во время первого домашнего матча устроили молчаливый протест.
Тем не менее, Такаги быстро переубедил всех, кто был негативно настроен, поскольку под его руководством клуб не проигрывал в течение пятнадцати матчей. Это был рекордный показатель для дебюта тренеров в Джей-лиге. При нём клуб зафиксировал еще одно достижение в Джей-лиге — не пропускал голов в течение 770 минут подряд, побив рекорд «Симидзу С-Палс» 731 минуту, достигнутый в 1993 году. В этом же году «Иокогама», который в предыдущих 5 сезонах с момента их вступления в J2, держалась в нижней части турнирной таблицы, выиграл чемпионат и получил право на выход в J1 — высший дивизион страны.
Клуб произвел кардинальные изменения в своем составе перед началом сезона 2007 года в рамках подготовки к борьбе в высшем дивизионе. Одиннадцать игроков ушли, а ещё одиннадцать присоединились к клубу. Среди тех, кто ушёл, были выдающиеся партнеры Сёдзи Дзё и Алемао, которые на двоих забили 30 голов из всех 61 клуба в предыдущем сезоне. Опытные Tomotaka Kitamura и Tsuyoshi Yoshitake тоже покинули команду. Такаги усилил состав, пригласив в команду бывших игроков сборной Японии Тацухико Кубо и Дайсукэ Оку (оба из «Иокогама Ф. Маринос»), а также Gilmar Silva (из «Токио Верди»).
Во втором матче сезона команда выиграла у «Маринос» в дерби Йокогамы, но в остальном всё пошло не так хорошо для Такаги. Новые лидеры команды Оку и Кубо получили травмы, а клуб опустился в нижнюю часть турнирной таблицы. В августе клуб подписал контракт с известным японским полузащитником Ацухиро Миурой. Но Такаги был недоволен этой покупкой, и публично высказался, что в тот момент клубу нужен был хороший защитник или нападающий. Этот жест, как и результаты команды, были причиной конфликта с руководством. И 27 августа 2007 года Такаги был уволен. Его заменил бразилец Júlio César Leal.

### Токио Верди
В 2008 году Такаги подписал контракт с «Токио Верди», который вернулся в лигу J1, где стал помощником тренера — его бывшего партнера по сборной Тэцудзи Хасиратани. Однако этот сезон клуб закончил на предпоследнем месте и снова вернулся в лигу J2. Хасиратани ушёл в отставку, а Такаги был назначен на его место. Но достижения команды под его руководством не были выдающимися, результативность снижалась, частично из-за продажи клуба и последующего кризиса. За неудовлетворительные результаты Такаги был уволен в октябре 2009 года.

### Роассо Кумамото
В 2010 Такаги был назначен главным тренером «Роассо Кумамото», выступавшим в лиге J2. Он привил команде тактику, акцентированную на обороне с эффективным использованием контратак. По итогам этого сезона клуб, добился наилучшего результата за все три года выступлений во втором дивизионе — 7 место. Но сохранить достижение не удалось: в 2011-м «Кумамото» закончили на 11-й строчке, 2012-й — на 12-й. После этого Такаги покинул клуб.

### В-Варен Нагасаки
20 декабря 2012 года местный клуб Такаги «В-Варен Нагасаки», который получил право выхода в J2, объявил о его назначении главным тренером. В сезоне 2017 года клуб занял 2-е место и вышел в высшую лигу — J1 впервые в истории клуба. В 2018 году «В-Варен» пополнился несколькими новыми игроками, среди которых был сын Такаги — Toshiya, Юхэй Токунага, Hokuto Nakamura и Kenta Tokushige. Однако это не спасло клуб от поражений и итогового последнего места с последующим вылетом лигу J2. Такаги ушёл в отставку в конце сезона.

### Омия Ардия
В 2019 году Такаги возглавил клуб лиги J2 Омия Ардия.

## Достижения

### Международные
Сборная Японии
- Кубка Азии: 1992
- Кубка Династии: 1992

### Личные
- Символическая сборная J1: 1994
- Лучший бомбардир Кубка Династии: 1992
- Лучший молодой игрок JSL: 1992

## Статистика

### В клубе
| Выступления за клуб | Выступления за клуб | Выступления за клуб | Лига  | Лига | Кубок            | Кубок            | Кубок лиги      | Кубок лиги      | Итого | Итого |
| Сезон               | Клуб                | Лига                | Матчи | Голы | Матчи            | Голы             | Матчи           | Голы            | Матчи | Голы  |
| Япония              | Япония              | Япония              | Лига  | Лига | Кубок Императора | Кубок Императора | Кубок Джей-лиги | Кубок Джей-лиги | Итого | Итого |
| ------------------- | ------------------- | ------------------- | ----- | ---- | ---------------- | ---------------- | --------------- | --------------- | ----- | ----- |
| 1990/91             | Фудзита             | JSL D2              | 15    | 3    |                  |                  | 0               | 0               | 15    | 3     |
| 1991/92             | Мазда               | JSL D1              | 22    | 9    |                  |                  | 0               | 0               | 22    | 9     |
| 1992                | Санфречче Хиросима  | J1                  | -     | -    | 0                | 0                | 7               | 4               | 7     | 4     |
| 1993                | Санфречче Хиросима  | J1                  | 29    | 11   | 2                | 0                | 0               | 0               | 31    | 11    |
| 1994                | Санфречче Хиросима  | J1                  | 42    | 14   | 0                | 0                | 1               | 0               | 43    | 14    |
| 1995                | Санфречче Хиросима  | J1                  | 24    | 5    | 5                | 4                | -               | -               | 29    | 9     |
| 1996                | Санфречче Хиросима  | J1                  | 30    | 11   | 5                | 2                | 6               | 1               | 41    | 14    |
| 1997                | Санфречче Хиросима  | J1                  | 26    | 12   | 2                | 1                | 0               | 0               | 28    | 13    |
| 1998                | Верди Кавасаки      | J1                  | 22    | 9    | 3                | 0                | 1               | 0               | 26    | 9     |
| 1999                | Верди Кавасаки      | J1                  | 18    | 2    | 0                | 0                | 3               | 1               | 21    | 3     |
| 2000                | Консадоле Саппоро   | J2                  | 17    | 0    | 3                | 1                | 1               | 0               | 21    | 1     |
| Итого               | Итого               | Итого               | 245   | 76   | 20               | 8                | 20              | 6               | 285   | 90    |

### В сборной
| Сборная Японии | Сборная Японии | Сборная Японии |
| Год            | Матчи          | Голы           |
| -------------- | -------------- | -------------- |
| 1992           | 11             | 5              |
| 1993           | 13             | 7              |
| 1994           | 5              | 2              |
| 1995           | 0              | 0              |
| 1996           | 10             | 6              |
| 1997           | 5              | 7              |
| Итого          | 44             | 27             |

### Тренерская статистика
| Команда          | С     | До    | Статистика | Статистика | Статистика | Статистика | Статистика |       |
| Команда          | С     | До    | И          | В          | П          | Н          | Побед %    |       |
| ---------------- | ----- | ----- | ---------- | ---------- | ---------- | ---------- | ---------- | ----- |
| Иокогама         | 2006  | 2007  | 69         | 29         | 17         | 23         | 42.03      |       |
| Токио Верди      | 2009  | 2009  | 44         | 17         | 9          | 18         | 38.64      |       |
| Роассо Кумамото  | 2010  | 2012  | 116        | 42         | 34         | 40         | 36.21      |       |
| В-Варен Нагасаки | 2013  | 2018  | 244        | 88         | 71         | 85         | 36.07      |       |
| Омия Ардия       | 2019  | -     | 34         | 16         | 12         | 6          | 47.06      |       |
| Всего            | Всего | Всего | Всего      | 507        | 192        | 143        | 172        | 37.87 |

Данные на 2 октября 2019